# Myrmekiaphila
Genre
Myrmekiaphila est un genre d'araignées mygalomorphes de la famille des Euctenizidae.

## Distribution

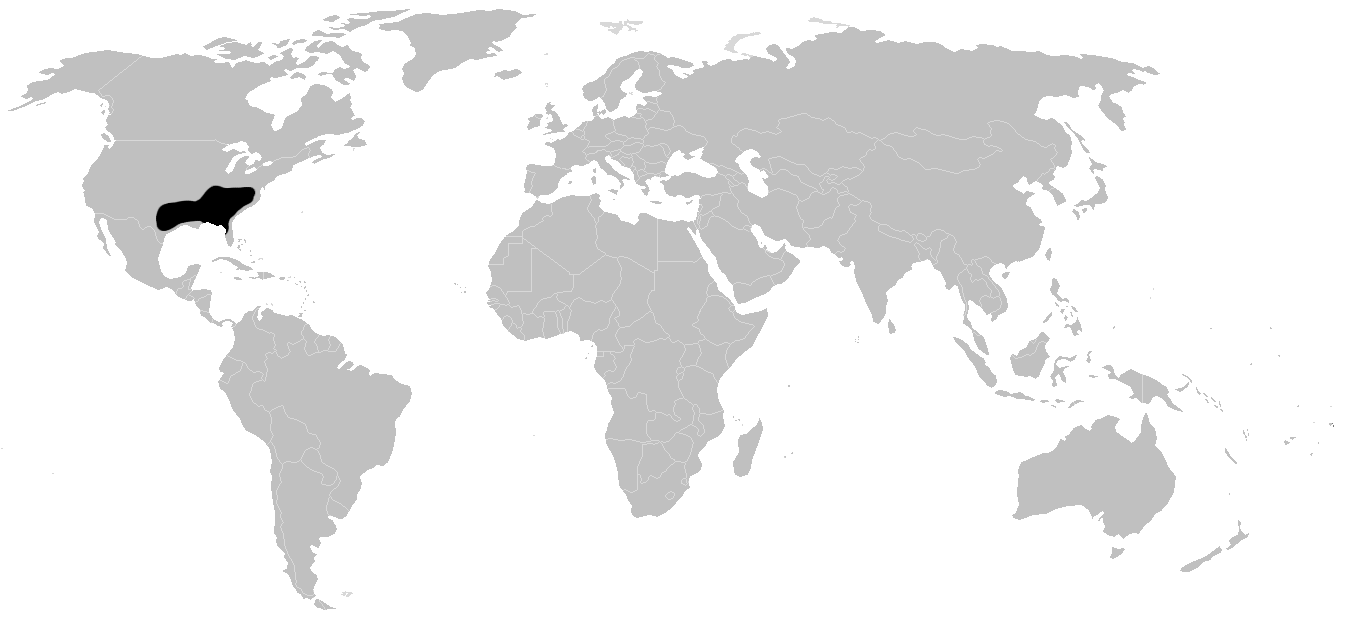
Distribution

Les espèces de ce genre sont endémiques de l'Est des États-Unis.

## Liste des espèces
Selon World Spider Catalog (version 14.0, 2013) :
- Myrmekiaphila comstocki Bishop & Crosby, 1926
- Myrmekiaphila coreyi Bond & Platnick, 2007
- Myrmekiaphila flavipes (Petrunkevitch, 1925)
- Myrmekiaphila fluviatilis (Hentz, 1850)
- Myrmekiaphila foliata Atkinson, 1886
- Myrmekiaphila howelli Bond & Platnick, 2007
- Myrmekiaphila jenkinsi Bond & Platnick, 2007
- Myrmekiaphila millerae Bond & Platnick, 2007
- Myrmekiaphila minuta Bond & Platnick, 2007
- Myrmekiaphila neilyoungi Bond & Platnick, 2007
- Myrmekiaphila tigris Bond & Ray, 2012
- Myrmekiaphila torreya Gertsch & Wallace, 1936

## Publication originale
- Atkinson, 1886 : Descriptions of some new trapdoor spiders; their nests and food habits. Entomologica Americana, vol. 2, p. 109-117 & 128-137 (texte intégral).